# الحمر والجعافرة
قرية الحمر والجعافرة هي إحدى القرى التابعة لمركز قوص في محافظة قنا في جمهورية مصر العربية. حسب إحصاءات سنة 2006، بلغ إجمالي السكان في الحمر والجعافرة 8664 نسمة، منهم 4230 رجل و4434 امرأة.